# Antti Kasvio
Antti Alexander Kasvio (* 20. Dezember 1973 in Espoo) ist ein ehemaliger finnischer Schwimmer.
Zu seinen größten Erfolgen gehören eine 1992 bei den Olympischen Spielen von Barcelona errungene Bronzemedaille über 200 Meter Freistil, Siege in dieser Disziplin bei den Europameisterschaften 1993 und den Weltmeisterschaften 1994 sowie ein Europameistertitel über 400 Meter Freistil im Jahr 1993.